# Agrilus lacus
Agrilus lacus é uma espécie de inseto do género Agrilus, família Buprestidae, ordem Coleoptera.
Foi descrita cientificamente por Curletti & Ponel, 1994.